# Chiesa di Sant'Onofrio (Palermo)

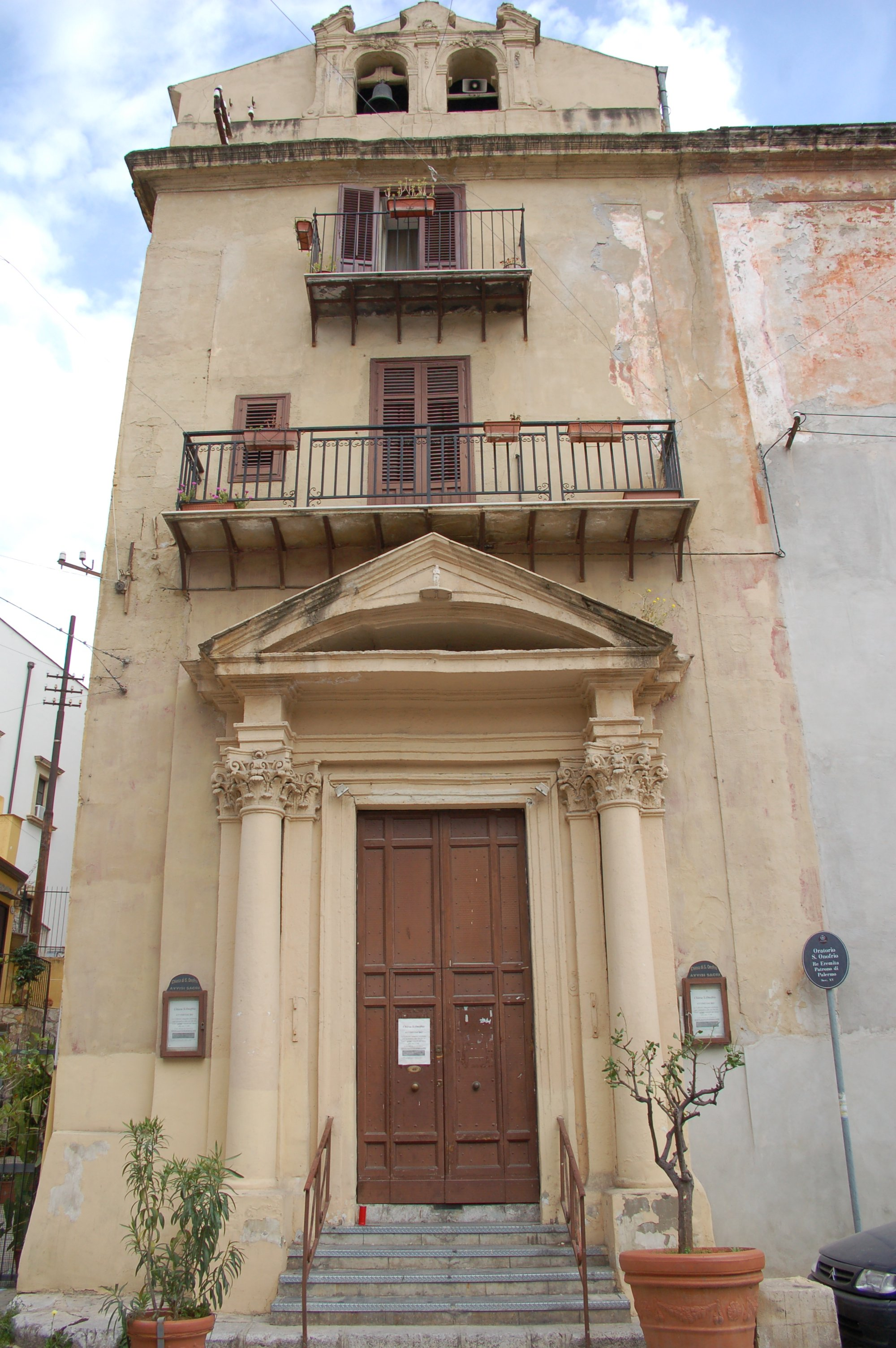
Facciata.

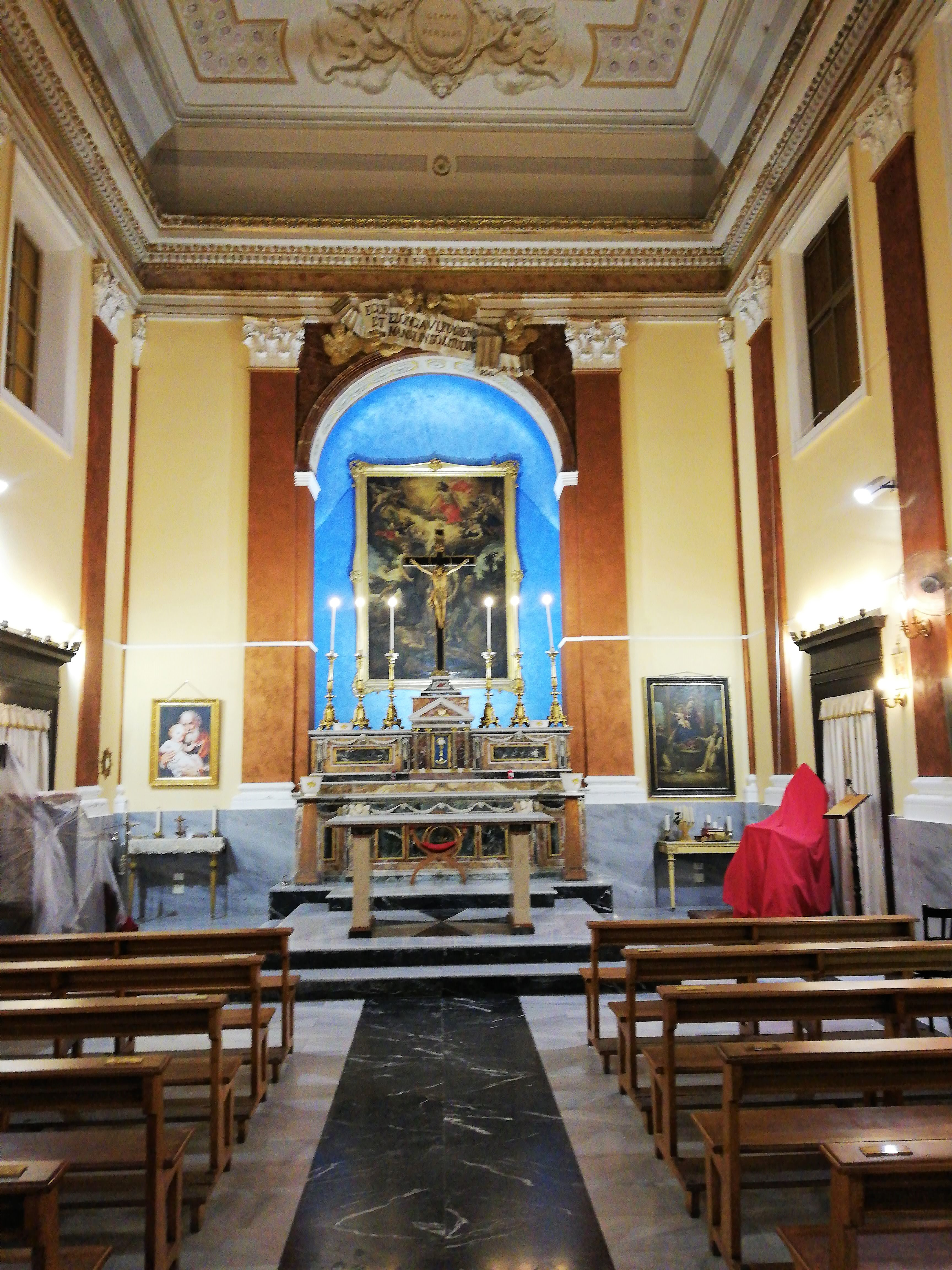
Aula oratorio.

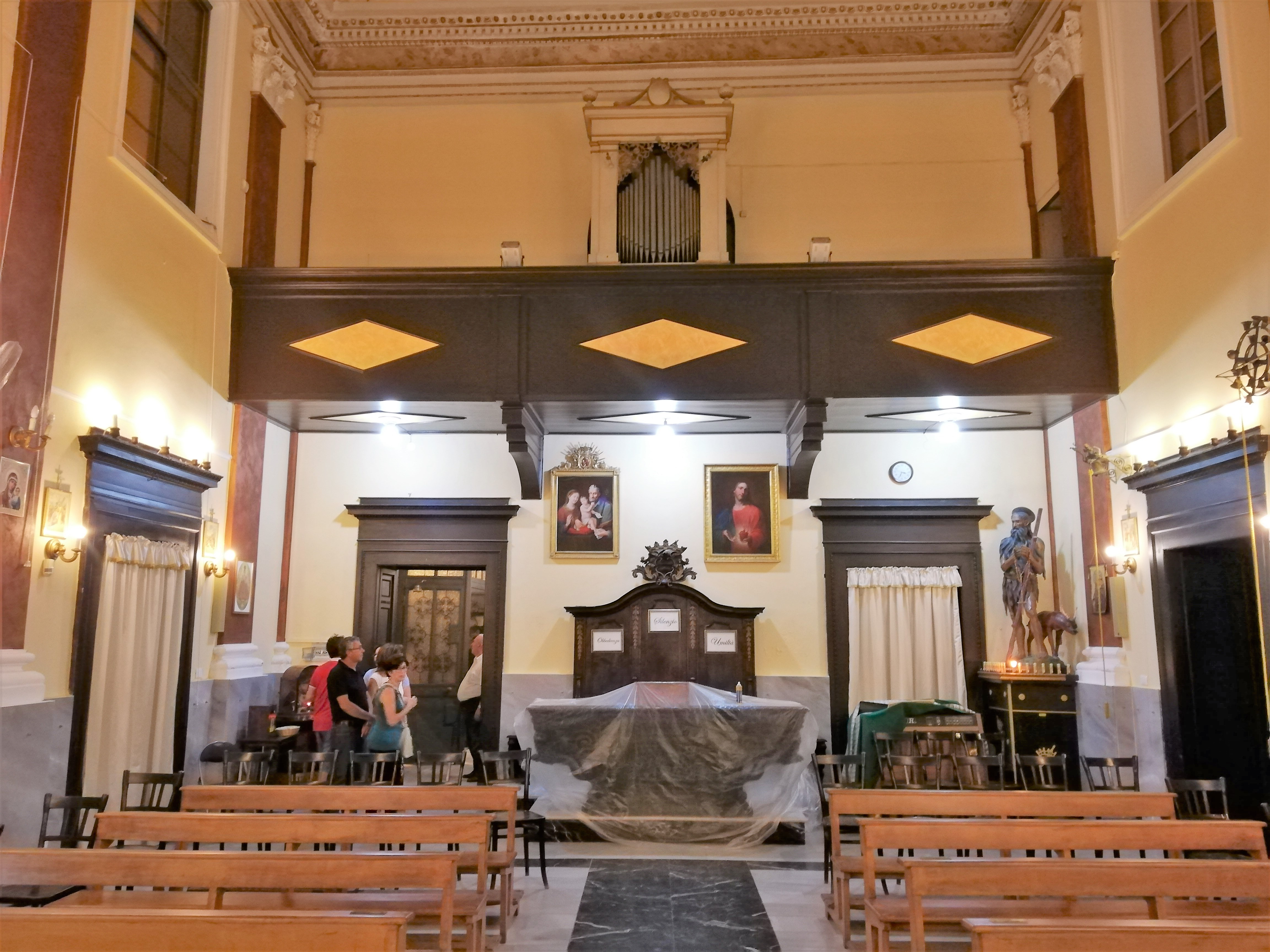
Controfacciata.

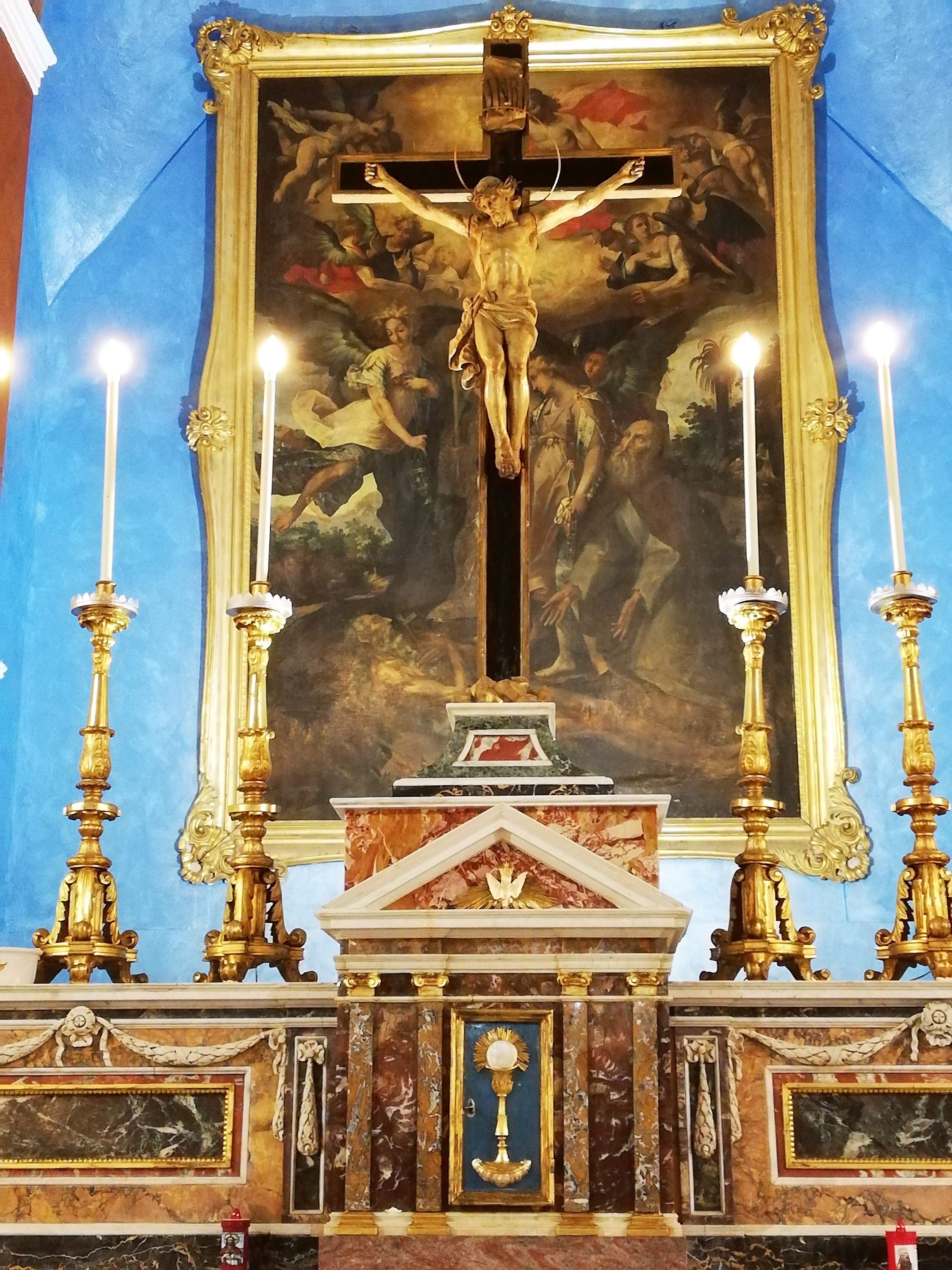
Morte di Sant'Onofrio, Gaspare Vazzano.

La chiesa di Sant'Onofrio Re è un edificio di culto situato nel centro storico di Palermo. Il monumento si affaccia su piazza Sant'Onofrio sulla direttrice discesa dei Giovenchi - via Panneria, che conduce da via Maqueda a piazza Monte di Pietà, nel mandamento Monte di Pietà o Seralcadi.

## Storia

### Epoca spagnola
Il primo nucleo fu edificato intorno al XV secolo, costituito da una piccola cappella dedicata a Sant'Onofrio ubicato vicino alla riva del fiume Papireto. Oggi l'ambiente costituisce l'antioratorio.
Nel 1591 fu donata una reliquia appartenente all'eremita, l'arcivescovo Diego Haëdo concesse la licenza di trasferire processionalmente la reliquia dalla chiesa del Santissimo Salvatore a questo oratorio.
Nel 1624 le strutture sono adibite a lazzaretto durante la peste di Santa Rosalia.
Eletto il 20 luglio 1650 dal Senato Palermitano patrono della città con festa il 14 giugno.

### Epoca borbonica
Intorno al 1700, l'edificio fu ampliato affiancando sul lato destro un'altra ala, oratorio, ambiente ove attualmente si celebrano le funzioni religiose.
All'inizio del XVIII secolo la chiesa è stata abbellita con stucchi, pitture e dorature.
1870, Restauri dopo anni di abbandono. 1930, lesene.

## Facciata
Una breve rampa di gradini raccorda il piano all'ambiente dell'oratorio attraverso un bel portale. Colonne ioniche poste su alti plinti e sormontate da capitelli corinzi delimitano l'ingresso. L'architrave sorregge un timpano triangolare con lunetta, mensolina e statuetta, l'ordine è completato da due livelli di balconcini con inferriate. Sul cornicione chiude la prospettiva un frontone caratterizzato da timpano spezzato con due monofore adibite a celle campanarie, croce in ferro battuto sulla sommità apicale.

## Antioratorio

### Parete destra
Fontino con acquasantiera, sovrastato da una statua in marmo bianco di Carrara, raffigurante Sant'Onofrio, di scuola gaginesca, risalente al XV secolo. Il manufatto prima dell'ampliamento del tempio, era collocato in prossimità di una fontana di acqua sorgente antistante la chiesa.
- Statua di Santa Rosalia in cartapesta.
- Cappelletta dell'Addolorata: l'ambiente ospita la statua di Maria Santissima Addolorata, costruita in legno e dono dell'allora parroco monsignore Francesco D'Ardia, proveniente dalle macerie di un oratorio distrutto durante i bombardamenti della seconda guerra mondiale.

### Parete sinistra
- Quadro raffigurante Maria Santissima del Rosario di Pompei.
- Statua raffigurante San Biagio e due bacheche contenenti ex-voto di dedicati a Sant'Onofrio e di San Biagio dei primi del '900. Chiude la parete, un confessionale di fattura artigianale.

### Altare
Nella parte più antica si trova un altare dedicato all'anacoreta, in marmo policromo di stile barocco. La nicchia ospita la statua raffigurante Sant'Onofrio del 1603, opera del Cieco di Palermo, opera recentemente restaurata dal professore Correnti di Misilmeri.

## Oratorio
L'ala destra dell'edificio, il corpo aggiunto dove attualmente si svolgono le funzioni religiose, è composta da un altare maggiore e due laterali. Nella volta dell'ambiente al centro è presente l'affresco raffigurante Sant'Onofrio in ginocchio, opera di Andrea Carrera.

### Parete destra
- Altare di Maria Santissima del Fervore: sulla sopraelevazione il quadro raffigurante Maria Santissima del Fervore, opera di ignoto autore. Sotto l'altare è collocato il Cristo Morto, un'icona in cartapesta con le braccia snodabili. La figura era esposta crocifissa nelle funzioni del Venerdì Santo nelle tre ore di agonia e poi deposta per l'adorazione da parte dei fedeli. Ad esso si accompagna la statua della Madonna addolorata entrambi i simulacri provenienti dall'Oratorio di San Francesco di Paola ai Candelai, luogo di culto distrutto dai bombardamenti del secondo conflitto mondiale.

### Parete sinistra
- Altare di Gesù Crocifisso: Crocifisso di autore ignoto.

### Altare maggiore
L'altare maggiore è in marmo policromo sovrastato da un Crocifisso ligneo di fine '700. La pala del 1609 raffigura la Morte di Sant'Onofrio nell'atto dell'ascensione dell'anima nuda al Creatore, attorniato dagli angeli ed assistito dall'abate Pafnunzio, opera dello Zoppo di Gangi. Sull'arcata della grande nicchia ad incasso un cartiglio sorretto da putti alati.
Nel 1990 il manufatto marmoreo è stato ristrutturato e riportato all'antico splendore.

### Controfacciata
Nella parete di fondo è collocato il tavolo dei gestori della Compagnia di Sant'Onofrio costituita nel 1548, scolpito in legno di noce e ciliegio, il seggio è appoggiato alla parete e ai suoi fianchi sono posti due sedili in legno, scolpiti nel 1617 da Giovanni Calandra. Sopra il seggio sono appesi due quadri raffiguranti rispettivamente la Sacra Famiglia e il Sacro Cuore di Gesù. Nel palco cantoria sopra il tavolo gestoriale è collocato un organo meccanico del '700 a canne di piombo.
In attesa di una degna collocazione, sono custodite 15 tavolette devozionali, raffiguranti episodi di vita di Sant'Onofrio, risalenti al XV e XVII secolo, bisognose di restauro, ma gelosamente conservate. Il patrimonio artistico contempla una statua raffigurante Maria Santissima della Pace e una raffigurante il Cristo Risorto.

## Piano di Sant'Onofrio
La direttrice discesa dei Giovenchi - via Panneria, che conduce da via Maqueda a piazza Monte di Pietà, parallela al Cassaro a settentrione, annovera il Piano di Sant'Onofrio posto a metà del percorso. La piazza con sviluppo maggiore sull'asse est - ovest ha una superficie irregolare dovuta alla presenza dell'antico corso del Papireto. L'area mantiene la primitiva conformazione medievale, affatto scalfita dalla grande opera di urbanizzazione secentesca costituita dal taglio della via Maqueda.

## Compagnia di Sant'Onofrio
Sodalizio fondato nel 1558 con l'istituto d'accompagnare il Santissimo Sacramento Eucaristico della chiesa di Santa Margherita.
Era costituito da 72 fratelli in memoria dei discepoli di Gesù e 12 sacerdoti in memoria degli Apostoli.

## Oratorio di San Francesco di Paola ai Candelai
La primitiva sede era ubicata sul Cassaro di fronte alla cattedrale metropolitana primaziale della Santa Vergine Maria Assunta. Nel 1605 il sodalizio si trasferisce nella nuova sede ai Candelai con prospetto in pietre d'intaglio, patrocinatore il viceré di Sicilia Marcantonio Colonna.
Antioratorio con altare e immagine di San Francesco di Paola,  decorato con stucchi e pitture.
Il 23 agosto 1943 il luogo di culto è distrutto dai bombardamenti alleati del secondo conflitto mondiale. Sono recuperati dal disastro i simulacri: 
- Cristo Morto, statua.
- Addolorata, statua.

### Compagnia di San Francesco di Paola ai Candelai
- 2 aprile 1579, Fondazione del sodalizio.[7]

## Festa
- 14 giugno: Festa di Sant'Onofrio. Liturgie e funzioni processionali documentate.[4]